# Kombinat Veterinärimpfstoffe
Der VEB Kombinat Veterinärimpfstoffe Dessau (KOVID) war ein Kombinat in der Deutschen Demokratischen Republik.
Tätigkeitsschwerpunkt des Kombinats war die Produktion von veterinärmedizinischen Impfstoffen sowie die Forschung auf dem Gebiet der Tiermedizin.
Das Kombinat entstand 1985 durch Beschlüsse des Sekretariats des ZK der SED und des Präsidiums des Ministerrates und umfasste den Stammbetrieb VEB Impfstoffwerk Dessau-Tornau (IDT), in den auch das Institut für Impfstoffe Dessau als Forschungszentrum integriert wurde, sowie das Friedrich-Loeffler-Institut (FLI) und das volkseigene Gut Seehausen-Plaußig.
Als Stammbetrieb übernahm der VEB Impfstoffwerk Dessau-Tornau sowohl Forschungsaufgaben, als auch die hauptsächliche Produktionstätigkeit des Kombinats. Das Friedrich-Loeffler-Institut auf der Insel Riems erforschte zu DDR-Zeiten verschiedene Tierkrankheiten. Ab dem Zeitpunkt der Eingliederung in das Kombinat änderte sich der Fokus des Instituts von der Forschungstätigkeit zur Impfstoff-Produktion. Das VEG Seehausen-Plaußig entstand 1975 durch die Zusammenlegung der eigenständigen Güter Seehausen und Plaußig. Ab dem Zeitpunkt ihrer Fusion zum Lehr- und Versuchsgut Seehausen-Plaußig wurde das Gut zur Rinderserumproduktion genutzt.
Im Jahr 1989 gehörten zum Produktportfolio des Kombinats 25 Virusimpfstoffe, und 30 Impfstoffe gegen bakterielle Erreger und Pilze. Der veterinärmedizinische Impfstoffbedarf des Landes wurde weiterhin durch den VEB Sächsisches Serumwerk Dresden gedeckt, der dem Rat des Bezirkes Dresden unterstand. Der Bedarf nach weiteren Impfstoffen wurde durch Importe aus dem sozialistischen Ausland und in geringfügigem Umfang durch Importe aus den USA gedeckt. Der Bedarf nach Human-Impfstoffen wurde in der DDR hauptsächlich durch das Sächsische Serumwerk Dresden gedeckt.
Das Kombinat unterstand dem Ministerium für Land-, Forst- und Nahrungsgüterwirtschaft. Weitere zentral geleitete Kombinate im Zuständigkeitsbereich dieses Ministeriums sind in der Liste von Kombinaten der DDR aufgeführt.
Der Stammbetrieb zählte Mitte der 1980er Jahre rund 2400 Mitarbeiter. Das FLI beschäftigte bis kurz vor der Kombinatsauflösung rund 800 Mitarbeiter.

## Privatisierung
Im Zuge der Wende und der anschließenden Wiedervereinigung wurde das Kombinat 1990 aufgelöst. Zum 1. April wurden die drei Kombinats-Einrichtungen der Akademie der Landwirtschaftswissenschaften unterstellt. Der Forschungsbereich wurde noch im selben Jahr ausgegliedert und das Impfstoffwerk Dessau-Tornau wurde privatisiert.
Das Impfstoffwerk wurde später durch die Klocke-Gruppe übernommen und firmiert seit 2007 als IDT Biologika. Seit 2024 ist die koreanische SK Group Mehrheitseigentümer.
Das VEG Seehausen-Plaußig wurde nach der Wiedervereinigung abgewickelt und aufgelöst. Das Friedrich-Loeffler-Institut wurde 1992 Teil der Bundesforschungsanstalt für Viruskrankheiten der Tiere, die noch weitere Forschungsstandorte innerhalb Deutschlands umfasste. 2004 wurde der Name „Friedrich-Loeffler-Institut“ als Name der entsprechenden Bundesoberbehörde übernommen. Der Produktionszweig des Friedrich-Loeffler-Instituts wurde 1990 unter dem Namen Riemser Pharma privatisiert.

## Zugehörige Betriebe
Zum Kombinat gehörten zuletzt die folgenden Betriebe:
- VEB Impfstoffwerk Dessau-Tornau, (Stammbetrieb)
- VEB Friedrich-Loeffler-Institut Insel Riems
- VEG Seehausen-Plaußig